# قائمة الدول حسب إنتاج المعادن
القائمة التالية تعطي أكبر منتجي المعادن المختلفة ( تتضمن الفحم، وهو عموما لا يعتبر من المعادن).

## الوقود
| الوقود الأحفوري | أكبر منتج        | ثاني أكبر منتج | قائمة كاملة                         |
| --------------- | ---------------- | -------------- | ----------------------------------- |
| الفحم           | الصين            | الهند          | قائمة الدول حسب إنتاج الفحم         |
| الغاز الطبيعي   | الولايات المتحدة | روسيا          | قائمة الدول حسب إنتاج الغاز الطبيعي |
| البترول         | الولايات المتحدة | السعودية       | قائمة الدول حسب إنتاج النفط         |

### الوقود النووي
| الوقود النووي | أكبر منتج | ثاني أكبر منتج   | قائمة كاملة                      |
| ------------- | --------- | ---------------- | -------------------------------- |
| اليورانيوم    | كازاخستان | كندا             | قائمة الدول حسب إنتاج اليورانيوم |
| الثوريوم      | الهند     | الولايات المتحدة | حدوث الثوريوم                    |

## الأحجار الكريمة
| جوهرة  | أكبر منتج | ثاني أكبر منتج | قائمة كاملة                    |
| ------ | --------- | -------------- | ------------------------------ |
| فلوريت | الصين     | المكسيك        | قائمة الدول حسب إنتاج الفلوريت |
| ألماس  | روسيا     | بوتسوانا       | قائمة الدول حسب إنتاج ألماس    |

## المعادن
| المعدن     | أكبر منتج    | ثاني أكبر منتج | قائمة كاملة                      |
| ---------- | ------------ | -------------- | -------------------------------- |
| الألومنيوم | الصين        | الهند          | قائمة الدول حسب إنتاج الألومنيوم |
| البوكسيت   | أستراليا     | الصين          | قائمة الدول حسب إنتاج البوكسايت  |
| البزموت    | الصين        | المكسيك        | قائمة الدول حسب إنتاج البزموت    |
| النحاس     | تشيلي        | بيرو           | قائمة الدول حسب إنتاج النحاس     |
| الذهب      | الصين        | أستراليا       | قائمة الدول حسب إنتاج الذهب      |
| الحديد     | أستراليا     | الصين          | قائمة الدول حسب إنتاج الحديد     |
| الليثيوم   | أستراليا     | تشيلي          | قائمة الدول حسب إنتاج الليثيوم   |
| المنغنيز   | جنوب إفريقيا | أستراليا       | قائمة الدول حسب إنتاج المنغنيز   |
| الزئبق     | الصين        | المكسيك        | قائمة الدول حسب إنتاج الزئبق     |
| الميكا     | الصين        | روسيا          | قائمة الدول حسب إنتاج الميكا     |
| النيكل     | إندونيسيا    | الفلبين        | قائمة الدول حسب إنتاج النيكل     |
| النيوبيوم  | البرازيل     | كندا           | قائمة الدول حسب إنتاج النيوبيوم  |
| البالاديوم | روسيا        | جنوب إفريقيا   | قائمة الدول حسب إنتاج البالاديوم |
| البلاتين   | جنوب إفريقيا | روسيا          | قائمة الدول حسب إنتاج البلاتين   |
| الفضة      | المكسيك      | بيرو           | قائمة الدول حسب إنتاج الفضة      |
| القصدير    | الصين        | إندونيسيا      | قائمة الدول حسب إنتاج القصدير    |
| التيتانيوم | الصين        | روسيا (tied)   | قائمة الدول حسب إنتاج التيتانيوم |
| الزنك      | الصين        | أستراليا       | قائمة الدول حسب إنتاج الزنك      |